# Дмитрій (Плуміс)
Митрополит Димитрій Плуміс (грец. Μητροπολίτης Δημήτριος Πλουμής; (6 листопада 1979 , Салоніки )) - єпископ Константинопольської православної церкви, митрополит Гальський (з 2021).
Народився 6 листопада 1979 року в Салоніках. Закінчив вищу церковну школу і богословський факультет арістотелівської університету в Салоніках  .
У 2001 році митрополитом Неа-Крінійскім і Каламарійскім Прокопом (Георгантопулосом) був хіротонізований на диякона, а в 2007 році митрополитом Неаполькім і Ставрупольскім Варнавою (Тіріосм) хіротонізований на пресвітера  .
З 2015 року, на запрошення митрополита Гальського Еммануїла (Адамакіс), служив настоятелем Успенської парафії  в Марселі і архієрейським епітропом південній Франції. Брав участь в комітетах по міжхристиянському діалогу і міжконфесійних відносин (Marseille Espėrance, Radio Dialoque), представляючи галльську митрополію і Константинопольський патріархат. Крім рідної грецької, говорить по-французьки і по-англійськи  .
20 липня 2021 Священним синодом Константинопольського патріархату був обраний (інші кандидати - архімандрит Мелітон (Беллос) і архімандрит Нектарій (Поккіас)) митрополитом Галльським  .
25 липня 2021 року в патріаршому Георгіївському соборі на Фанарі був хіротонізований на єпископа і піднесений до митрополита Галльського. Хіротонію здійснили: патріарх Константинопольський Варфоломій, старець-митрополит Халкидонський Еммануїл (Адамакіс), митрополит Філадельфійський Мелітон (Карас), митрополит Неапольський і Ставрупольскій Варнава (Тіріс) і митрополит Прусський Іоаким (Білліс)  .
18 вересня 2021 року в Франції відбулась його інтронізація.